# Győzedelmes hagyma
A győzedelmes hagyma vagy havasi hagyma (Allium victorialis) védett reliktum faj és egyben gyógynövény.
A neve nem a győzelemből, hanem a Mons Victoralis (Mont St. Victoire Provence-ban) hegyről, eredeti termőhelyéből ered.

## Leírása
Csoportosan növő, 30–60 cm magas, hagymás évelő. A hagyma ujjnyira megnyúló, kúszó gyökértörzsből nő, buroklevelei rostosak. A szár közepéig leveles, hengeres, felfelé fokozatosan élessé válik. Levelei alig nyelesek, széles lándzsásak, 8–17 cm hosszúak, 3–6 cm szélesek, redőzöttek, hamvaszöldek. A virágzat végálló, 4–5 cm átmérőjű, gömbös állernyő, a buroklevelek lehullók. A virágok lepellevelei 5 mm hosszúak, zöldes-fehérek vagy sárgásak, illatosak. Az érett toktermés kilöki magából a fekete magvakat. Virágzás: május-június. Bimbósan bókoló virágzáskor felegyenesedő virágai, szárlevelei és hálózatosan, recésen foszló hagymaburoklevelei révén különböztethető meg a gyakori, csak tőlevelekkel bíró medvehagymától.

## Élőhelye
Élőhelye a medvefül kankalinhoz hasonló, elsősorban az alhavasi, havasi öv szikláin, sziklahasadékaiban és sziklagyepeiben él, de az Alpok előterében előfordul lápréteken is. Kedveli a szivárgásoktól nedves, sok meszet és kevés humuszt tartalmazó, köves talajt. A nyílt és a zárt dolomitgyepekben, az északias fekvésű bükkösök és a karszterdők érintkezési vonalában fordul elő a Dunántúli-középhegységben (Vértes, Bakony, Keszthelyi-fennsík) és a Bükk-vidék területén.

## Felhasználása
Havasi hagymából készült saláta – Örmény recept.
Hozzávalók: 40 dkg havasi hagyma, só, ecet ízlés szerint. A havasi hagyma szárait átválogatjuk, megmossuk, leforrázzuk, ezután sós vízben megfőzzük. Miután elkészült, lecsurgatjuk, lehűtjük, salátástálba rakva sózzuk, ecettel leöntjük.

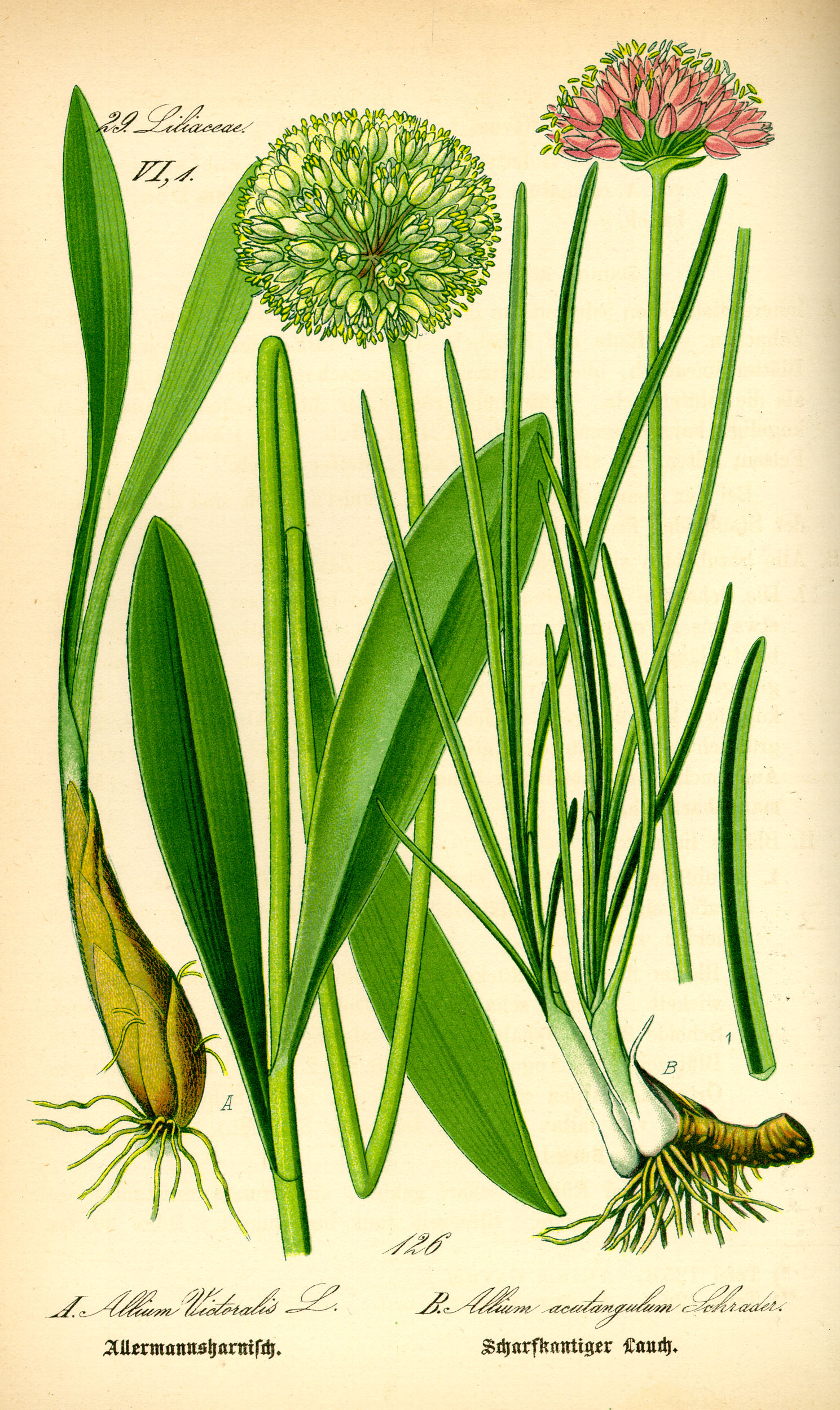
A növény teljes képe
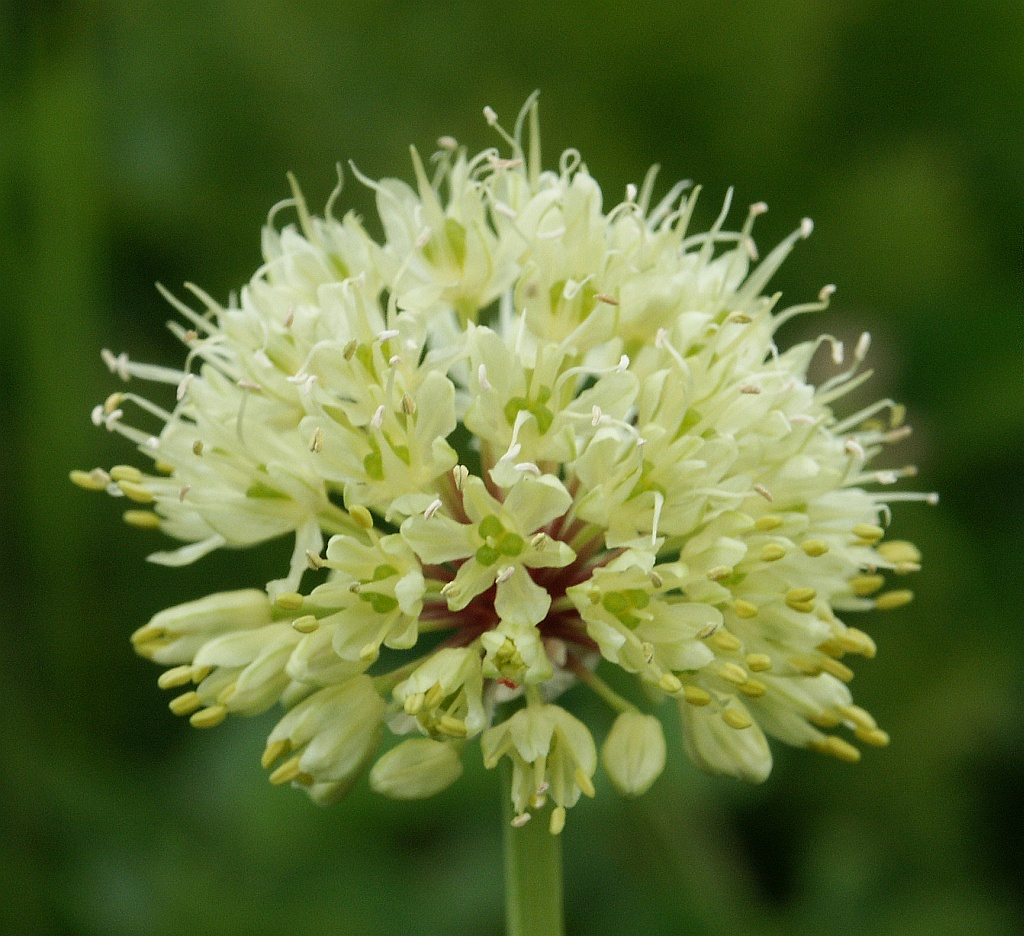
Virága
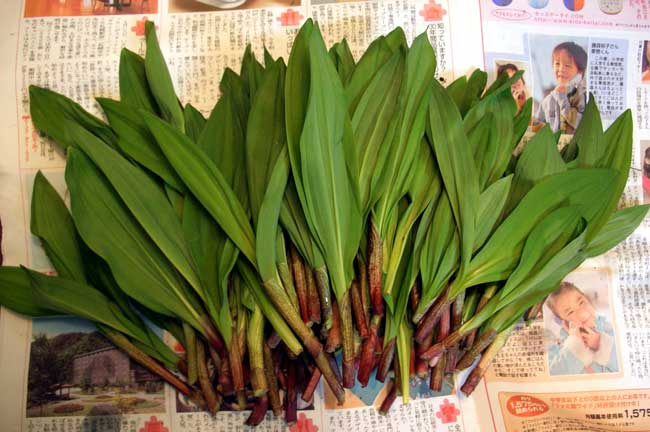
Szára